# کارلوف (ناحیه ژدار ناد سازاوو)
کارلوف (به چکی: Karlov) یک منطقهٔ مسکونی در جمهوری چک است که در ناحیه ژدار ناد سازاووو واقع شده‌است. کارلوف ۳٫۰۳ کیلومتر مربع مساحت و ۷۶ نفر جمعیت دارد و ۶۳۶ متر بالاتر از سطح دریا واقع شده‌است.